# تپه سیل حقعلی
تپه سیل حقعلی در شهرستان سلسله، بخش فیروزآباد، دهستان فیروزآباد، ۱/۸ کیلومتری شمال شرق روستای پشت تنگ واقع شده و این اثر در تاریخ ۲۲ اسفند ۱۳۸۵ با شمارهٔ ثبت ۱۸۲۴۴ به‌عنوان یکی از آثار ملی ایران به ثبت رسیده است.